# Hermance
Hermance – szwajcarska gmina (fr. commune; niem. Gemeinde) w kantonie Genewa. Leży nad Jeziorem Genewskim.

## Demografia
W Hermance mieszkają 1 073 osoby. W 2020 roku 28,3% populacji gminy stanowiły osoby urodzone poza Szwajcarią.

## Transport
Przez teren miasta przebiega droga główna nr 113.